# 于兴
于兴（德語：Jüchen，發音：[ˈjʏçn̩]）是德国北莱茵-威斯特法伦州杜塞尔多夫行政区诺伊斯莱茵县的城市，面积71.87平方千米，2023年12月31日人口为24,141人。